# Idakka

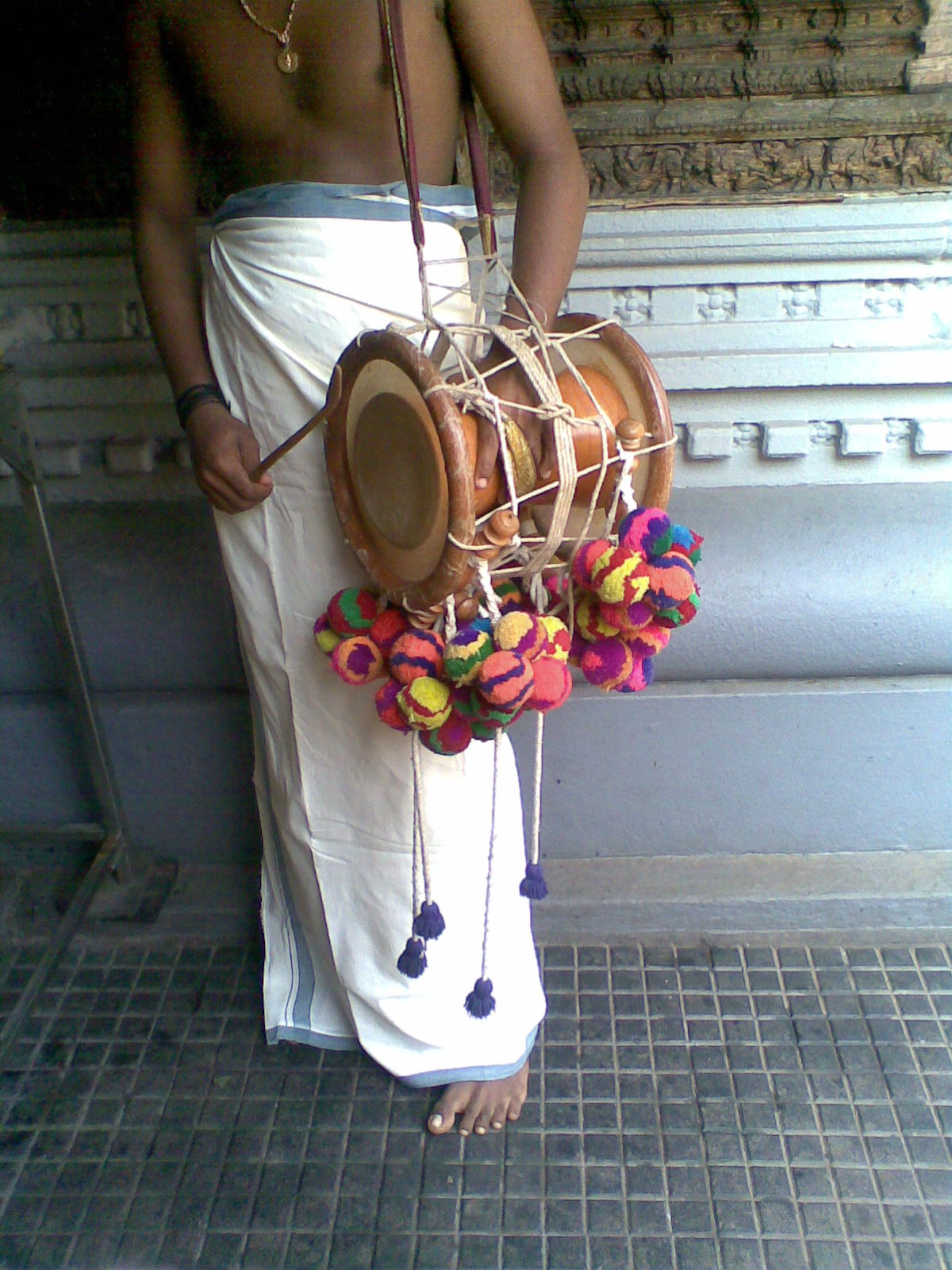
Un joueur d'idakka.

L'idakka ou edakkya est un instrument de percussion du sud de l'Inde. C'est un tambour en sablier similaire au damaru du Nord. Il est utilisé dans la musique kéralaise rituelle par la caste des Mârârs et des Pothuvâls.

## Facture
Long de 21 à 26 cm pour 22 cm de diamètre, le corps de l'instrument est taillé dans du bois d'acacia ou de santal. Les membranes sont issues des cloisons intestinales d'une vache, puis collées sur un épais (2 cm) anneau en jacquier percé de six trous où passe une corde de tension permettant aussi le maintien en place de la membrane par un laçage en W. Quatre barillets décorés et ornementés de 64 "pompons" de laines aident à maintenir la tension. Sous les membranes se trouvent deux fibres de palmiers croisées faisant office de timbre.

## Jeu
Ce tambour d'aisselle est suspendu au moyen d'une lanière à l'épaule gauche du percussionniste. La main droite frappe la peau à l'aide d'une baguette courbe de bois ou de corne. La main et le bras gauches assurent les variations de tensions pouvant aller jusqu'à deux octaves, faisant de cet instrument percussif un véritable instrument mélodique.
Considéré comme un instrument divin (Devavadyam), un tabou indique qu'il ne doit jamais toucher le sol. Ses diverses parties ont une symbolique précise :
- les deux faces sont sooryan (« soleil ») et chandran (« lune »).
- le cylindre central est le shareeram (« corps »).
- les deux cordes au bord forment le jeevatma (« âme ») et le paramatma.
- les six trous représentent les six shastras (« sciences »).
- les quatre barrillets jeevakkols représentent les quatre Vedas.
- les 64 pompons podippu symbolisent les 64 kala (« arts »)
- la lanière tholkachcha rappelle le shivanagam (« serpent sacré de Shiva »).

On en joue lors du panchavâdyam, du thayambaka du sopanam sangîtam, des danses kathakali, mohiniattam et krishnanattam et du drame koodiyattam.